# Grattacieli di Miami

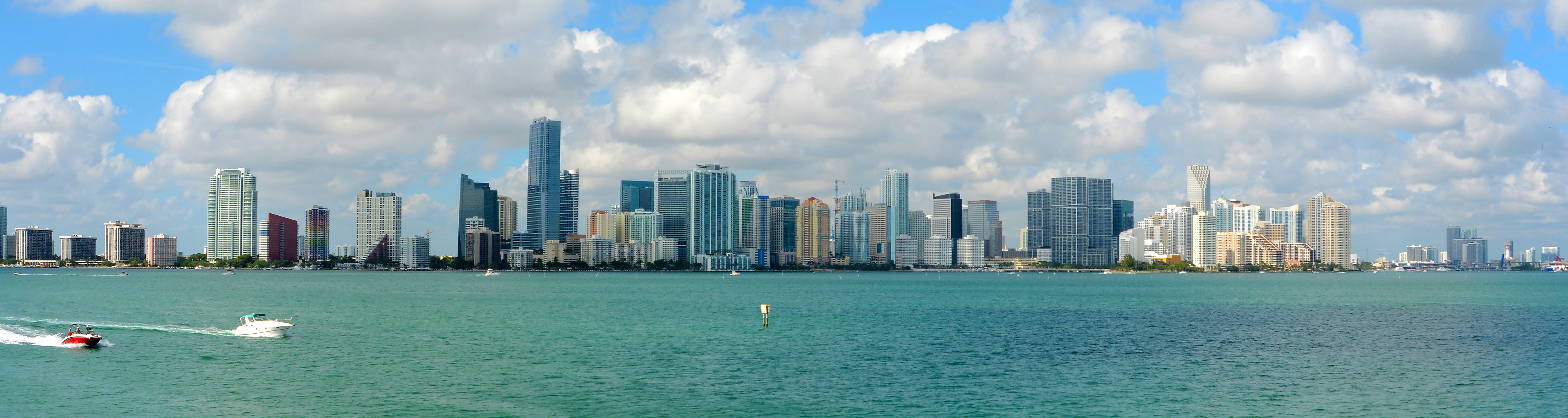
Panorama della città nel 2014

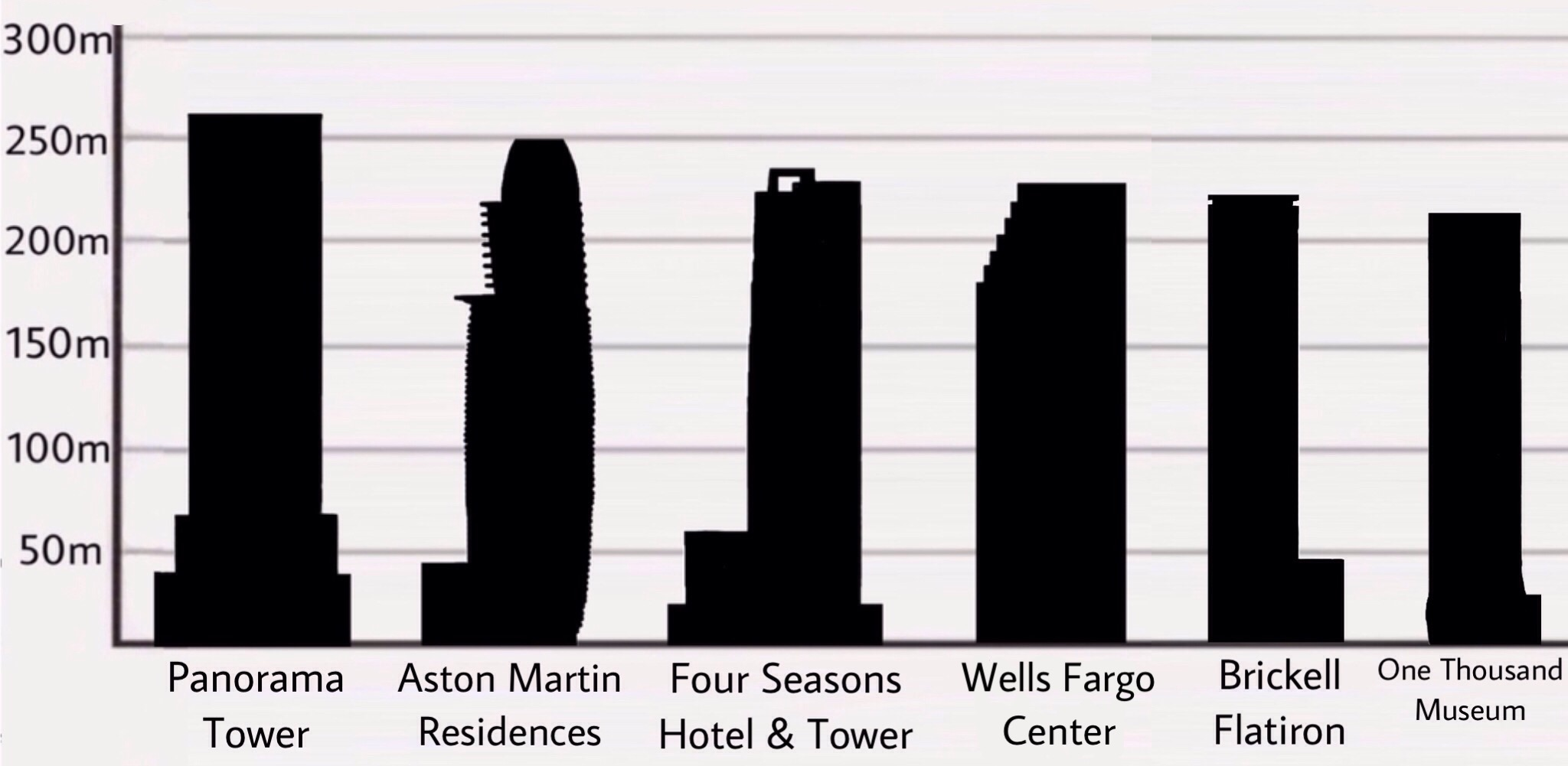
Confronto dei sei grattacieli più alti di Miami

Miami ha la più grande area urbana della Florida e, con un numero di 112, risulta la terza città statunitense per numero di grattacieli (dopo New York e Chicago), quasi 90 dei quali superano i 122 m (400 ft) di altezza. L'attuale edificio più alto della città è la Panorama Tower, che con 85 piani e 265 m di altezza è anche il più alto dello stato federale. Buona parte dei grattacieli, tra cui anche la Panorama Tower, è situata nel quartiere di Brickell.

## Elenco
| #    | Nome                               | Immagine | Altezza Metri | Piani | Anno | Note |
| ---- | ---------------------------------- | -------- | ------------- | ----- | ---- | --- |
| 1    | Panorama Tower                     |          | 265           | 85    | 2017 | Attualmente è il 40º grattacielo più alto degli USA e dal 2017 è il più alto della Florida, oltre che della città.                                                      |
| 2    | Four Seasons Hotel & Tower         |          | 240           | 70    | 2003 | Il più alto di Miami dal 2003 al 2017. |
| 3    | Southeast Financial Center         |          | 233           | 55    | 1984 | Edificio più alto della città dal 1984 al 2003 e attualmente il più alto ad uso interamente per uffici.                                                                 |
| 4    | Brickell Flatiron                  |          | 224           | 65    | 2019 | Edificio ad uso residenziale, con 549 appartamenti. |
| 5    | One Thousand Museum                |          | 216           | 62    | 2019 | Grattacielo residenziale con 81 appartamenti, progettato da Zaha Hadid.                                                                                                 |
| 6    | Marquis Miami                      |          | 215           | 63    | 2009 | |
| 7    | Paramount Miami Worldcenter        |          | 213           | 64    | 2019 | Grattacielo residenziale, con 444 appartamenti. |
| 8    | 900 Biscayne Way                   |          | 198           | 63    | 2008 | |
| 9    | SLS Lux                            |          | 198           | 57    | 2018 | (L'immagine è del 2016, quand'era ancora in costruzione) Grattacielo residenziale, con 450 appartamenti e un hotel a 60 camere.                                         |
| 10   | Wells Fargo Center                 |          | 197           | 47    | 2010 | |
| 11   | Echo Brickell                      |          | 193           | 57    | 2017 | (L'immagine è del 2016, quand'era ancora in costruzione) |
| 12   | Mint Tower                         |          | 192           | 55    | 2008 | |
| 13   | Infinity at Brickell               |          | 192           | 52    | 2008 | |
| 14   | Miami Tower                        |          | 191           | 47    | 1986 | Rivestita da 216 luci LED che la colorano di notte (nell'immagine come albero di Natale).                                                                               |
| 15   | MarinaBlue                         |          | 187           | 57    | 2007 | |
| 16   | Plaza on Brickell Tower I          |          | 186           | 56    | 2007 | |
| 17   | Epic                               |          | 183           | 54    | 2009 | |
| 18   | One Paraíso                        |          | 183           | 55    | 2017 | |
| 19   | SLS Brickell                       |          | 183           | 52    | 2016 | |
| 20   | Icon Brickell North Tower          |          | 179           | 58    | 2008 | |
| 21   | Icon Brickell South Tower          |          | 179           | 58    | 2008 | |
| 22   | Ten Museum Park                    |          | 178           | 50    | 2007 | |
| 23   | Edgewater Paramount Bay            |          | 169           | 47    | 2009 | (Nell'immagine l'edificio è sull'estrema destra) |
| 24   | Solitair Brickell                  |          | 169           | 50    | 2017 | Edificio residenziale, con 438 appartamenti. (Nell'immagine è ancora in costruzione nel 2017)                                                                           |
| 25   | 50 Biscayne                        |          | 169           | 55    | 2007 | |
| 26   | Quantum on the Bay South Tower     |          | 169           | 52    | 2008 | Edificio più alto dell'Arts & Entertainment District |
| 27   | Biscayne Beach                     |          | 168           | 51    | 2017 | Grattacielo residenziale con 399 appartamenti. (L'immagine è del 2016, quand'era ancora in costruzione)                                                                 |
| 28   | Brickell Heights Tower I           |          | 167           | 52    | 2017 | Fa parte insieme alla Tower II del complesso residenziale Brickell Heights, con un totale di 690 appartamenti. (L'immagine è del 2016, quand'era ancora in costruzione) |
| 29   | 1010 Brickell                      |          | 167           | 50    | 2017 | Torre residenziale con 352 appartamenti. (L'immagine è del 2016, quand'era ancora in costruzione)                                                                       |
| 30   | Gran Paraiso                       |          | 167           | 55    | 2017 | (L'immagine è del 2016, quand'era ancora in costruzione) |
| 31   | Met Square                         |          | 164           | 46    | 2018 | Torre residenziale con 391 appartamenti. |
| 32   | Opera Tower                        |          | 165           | 56    | 2007 | |
| 33   | Icon Brickell Viceroy Hotel        |          | 165           | 50    | 2008 | |
| 34 - | Vizcayne North Tower               |          | 168           | 49    | 2008 | |
| 34 - | Vizcayne South Tower               |          | 168           | 49    | 2008 | |
| 36   | Quantum on the Bay North Tower     |          | 163           | 45    | 2008 | |
| 37   | Aria on the Bay                    |          | 163           | 50    | 2017 | (L'immagine è del 2016, quand'era ancora in costruzione) |
| 38   | Brickell Heights Tower II          |          | 161           | 52    | 2017 | Fa parte insieme alla Tower I del complesso residenziale Brickell Heights, con un totale di 690 appartamenti. (L'immagine è del 2016, quand'era ancora in costruzione)  |
| 39   | Jade at Brickell Bay               |          | 161           | 48    | 2004 | |
| 40   | Plaza on Brickell Tower II         |          | 160           | 48    | 2007 | |
| 41   | Santa Maria                        |          | 159           | 51    | 1997 | Il più alto edificio di Miami costruito negli anni '90, prima dell'"esplosione edilizia" cominciata nel nuovo secolo.                                                   |
| 42   | Brickell City Centre Rise          |          | 158           | 46    | 2015 | |
| 43   | Brickell City Center EAST          |          | 158           | 44    | 2015 | |
| 44   | The Ivy                            |          | 156           | 45    | 2008 | |
| 45   | Stephen P. Clark Government Center |          | 155           | 28    | 1985 | |
| 46   | Brickell House                     |          | 155           | 48    | 2014 | |
| 47   | Brickell City Centre Reach         |          | 153           | 44    | 2015 | |
| 48   | JW Marriott Marquis Miami          |          | 153           | 41    | 2010 | |
| 49   | Wind                               |          | 153           | 41    | 2008 | |
| 50   | 1450 Brickell                      |          | 152           | 34    | 2010 | Gli è stato conferito il certificato LEED Gold. |
| 51   | Paraiso Bayviews                   |          | 152           | 44    | 2018 | |
| 52   | One Biscayne Tower                 |          | 150           | 39    | 1973 | Edificio più alto di Miami dal 1973 al 1984 |
| 53   | Bond at Brickell                   |          | 150           | 44    | 2015 | Grattacielo ad uso residenziale, con 323 appartamenti. |
| 54   | Brickell Arch                      |          | 148           | 36    | 2004 | |
| 55   | Brickell Financial Centre          |          | 148           | 40    | 2011 | |
| 56   | Miami Center                       |          | 148           | 34    | 1984 | |
| 57   | Asia Tower                         |          | 147           | 36    | 2008 | Grattacielo residenziale dalla forma di pagoda. |
| 58   | Brickell on the River North Tower  |          | 147           | 42    | 2016 | |
| 59   | Three Tequesta Point               |          | 146           | 46    | 2011 | |
| 60   | Avenue on Brickell East Tower      |          | 146           | 47    | 2007 | |
| 61   | Latitude on the River              |          | 145           | 44    | 2007 | |
| 62   | 1100 Millecento                    |          | 143           | 42    | 2015 | Torre residenziale con 382 appartamenti. |
| 63   | Melody                             |          | 142           | 36    | 2016 | Grattacielo ad uso residenziale con 497 appartamenti e 591 posti auto.                                                                                                  |
| 64   | One Miami West Tower               |          | 140           | 44    | 2005 | |

## Cronologia grattacieli più alti
| Nome                       | Immagine | Anni come più alto | Altezza metri | Piani |
| -------------------------- | -------- | ------------------ | ------------- | ----- |
| Ralston Building           |          | 1917               | 27            | 8     |
| McAllister Hotel           |          | 1917-1925          | 37            | 10    |
| Freedom Tower (Miami)      |          | 1925-1928          | 78            | 17    |
| Dade County Courthouse     |          | 1928-1972          | 110           | 28    |
| One Biscayne Tower         |          | 1972-1984          | 150           | 39    |
| Southeast Financial Tower  |          | 1984-2003          | 233           | 55    |
| Four Seasons Hotel & Tower |          | 2003-2017          | 240           | 64    |
| Panorama Tower             |          | 2017–presente      | 265           | 82    |

## Grattacieli in fase di costruzione
| Nome                    | Immagine | Altezza* metri | Piani | Anno* | Note                                                                                |
| ----------------------- | -------- | -------------- | ----- | ----- | ----------------------------------------------------------------------------------- |
| SkyRise Miami           |          | 302            |       | 2023  | La costruzione è iniziata nel 2019, con l'ultimazione prevista per il 2023.         |
| Aston Martin Residences | —        | 249            | 66    | 2022  | La costruzione è iniziata nel 2019.                                                 |
| 830 Brickell            | —        | 223            | 52    | 2022  | Ad uso per uffici. La costruzione è iniziata nel 2019.                              |
| Mission Baia            | —        | 197            | 57    | 2021  | Ad uso residenziale, la costruzione è iniziata nel 2018.                            |
| Elysee                  | —        | 196            | 57    | 2021  | Edificio residenziale, la cui costruzione è iniziata nel 2017.                      |
| 400 Biscayne            | —        | 174,7          | 49    | 2021  | Edificio residenziale con 714 appartamenti, la cui costruzione è iniziata nel 2019. |